# 颗粒燃料

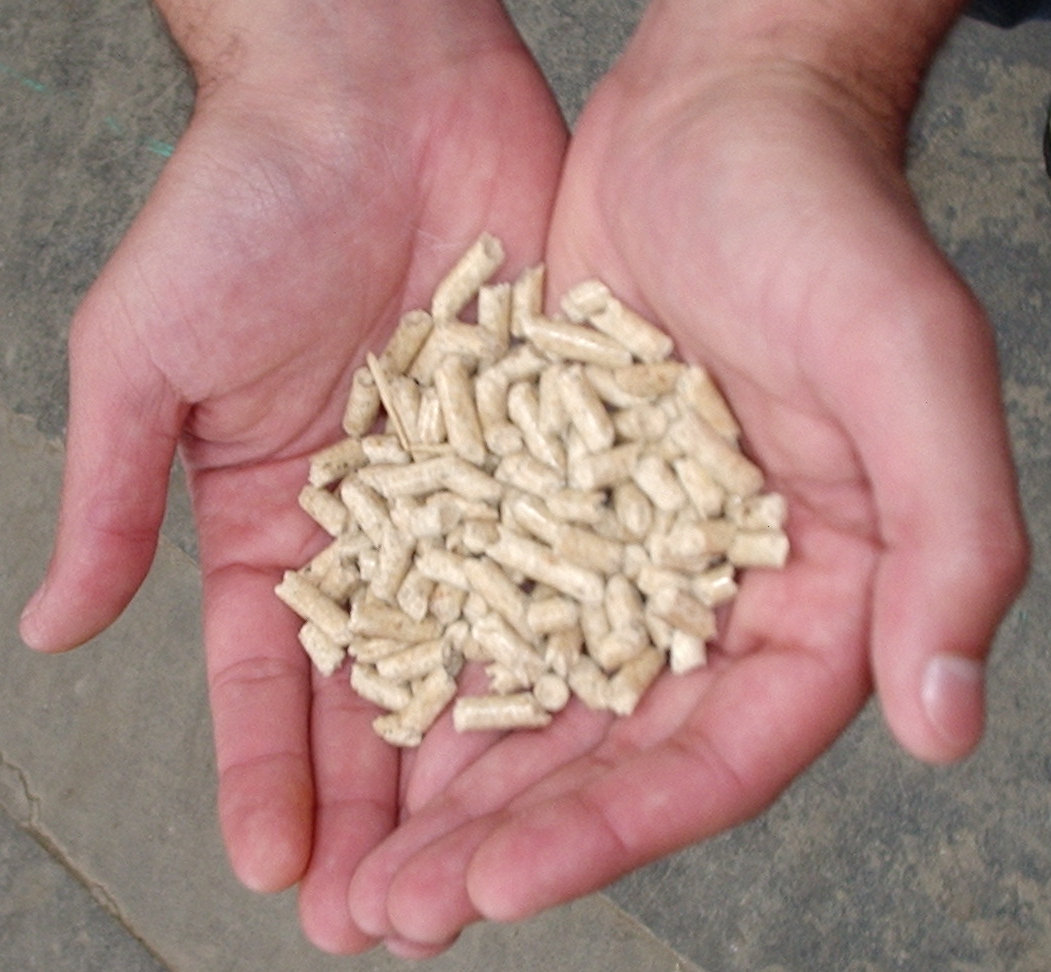
木颗粒燃料。

颗粒燃料（英語：Pellet fuel）是从生物质压缩制成的供暖燃料。最常用类型是木颗粒。作为木头燃料的一种形式，木颗粒通常从锯木及其他木制品产生的压实的锯末或其他废物制成。其他木本生物质能源包括棕榈核壳，椰子壳，以及整树移除或在伐木之后剩余的树梢和树枝等，否则有助于补充土壤养分。还有草类也可以颗粒化，形成草颗粒。颗粒被制造成几种类型和等级燃料用于发电厂，家庭，和在两者之间其他应用。颗粒是非常致密的并可制备低含水量（低于10％），使它们能够以非常高的燃烧效率被焚烧。
此外，它们的规则的几何形状和小尺寸使自动送料能做到非常精细的校准。它们可以通过螺旋推运器进料或由气动输送供给到燃烧器。它们的高密度也允许紧凑的存储和合理的长距离运输。它们可丛罐车方便地被吹入至在客户的场所的储仓或筒仓。
自1993年以来，范围广泛的颗粒炉，中央供暖炉，及其他供暖器具已经被开发和销售。 随着2005年以来的化石燃料价格的飙升，对颗粒供暖的需求在欧洲和北美有所增加，并且一个庞大的产业正在兴起。据国际能源署的任务40工作组，木屑颗粒的生产已由2006年到2010年间增加了一倍，至超过1400万吨。在2012年的报告中，生物质能资源中心表示，它预计在北美地区木颗粒的生产在未来五年内将会再增加一倍。

## 生产

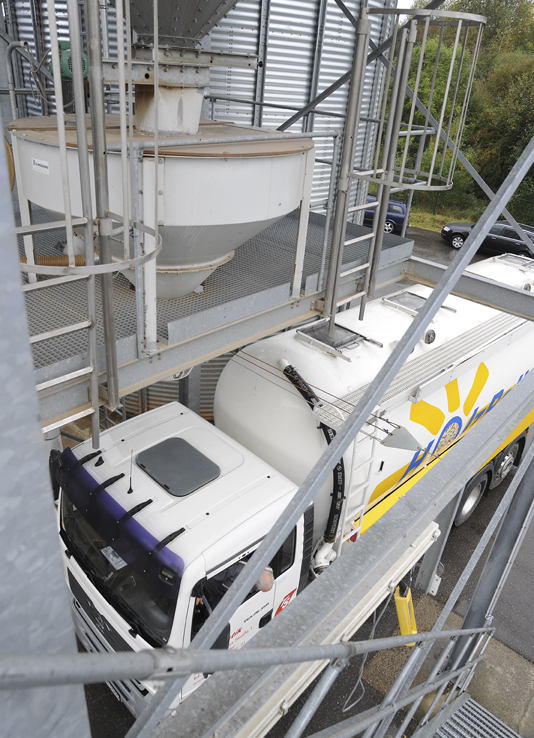
在德国一个工厂里颗粒卡车正在被填充。

颗粒被制造是首先把木质材料通过一个锤磨机变成均匀的生面团状物质，再被压缩而成。这些物质被送入压缩机，在那里通过模具挤成颗粒，模具通孔具有所需大小的尺寸 （直径一般为6 毫米，有时8 毫米或更大)。压缩机的高压使木材的温度大大增加，并且木质素略微塑化形成天然“胶水”在它冷却时把粒料粘一起。
颗粒可以被从草生物质和不含有木质素的其它非木本形式制成：干燥的酒糟谷粒（一种酿造工业副产品）可以被添加，以提供必要的耐久性。康奈尔大学新闻2005年的新闻报道表明，草颗粒生产在欧洲比北美更先进。它建议作为原料草的好处包括其短生长时间（70天），且易于种植和加工。故事引述学校农业教授杰里查尼，说明草能产生木材的96％热量，以及“草的任何混合物都可以使用，在中后期夏季切割，留在地里以浸出矿物，然后打包和制成颗粒。制造颗粒的干草不需要干燥，使得加工成本小于木颗粒。”

## 能源产出和效率

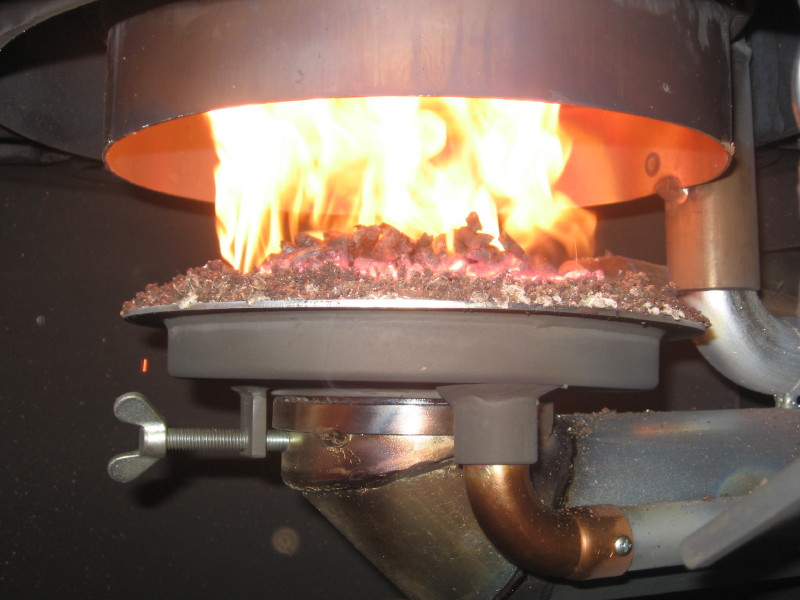
木屑颗粒加热器

木屑颗粒的能源含量大约是4.7 - 5.2兆瓦·时/吨（~7450 BTU/磅）。
近年来高效率的木屑颗粒炉和锅炉已经被开发出来，通常提供超过85％的燃烧效率。相对于用液体或气体为燃料的系统，木屑颗粒锅炉对于燃烧的速度和存在的控制是有限的；然而，由于这个原因使它们更适合于热水系统，因为热水系统有更大的储存热量的能力。能够被改装成燃油锅炉的颗粒燃烧器也是存在的。

## 空气污染排放
相比较于其他形式的的燃烧加热器，颗粒燃烧设备排放物如氮氧化物(NOx)，硫氧化物(SOx)和挥发性有机化合物一般都非常低。另外一个考虑，是这样生产用于制造颗粒的能量所造成空气污染物排放。一个公认的问题是，细微颗粒物在空气中的排放，特别是在靠近具有高的浓度颗粒加热系统或煤或油加热系统的城市地区。这个较旧的颗粒炉和锅炉的悬浮粒子PM2.5排放量在近距离内可能会产生问题，尤其是在和天然气（或可再生的生物气体）相比较时，尽管在大型安装静电除尘器，旋风分离器，袋式除尘器或微粒过滤器在正确维护与操作时是可以控制悬浮粒子PM2.5。

## 各地区的使用情况

### 欧洲
| 英国   | 4 540 000 |
| 丹麦   | 2 500 000 |
| 荷兰   | 2 000 000 |
| 瑞典   | 1 650 000 |
| 德国   | 1 600 000 |
| 比利时 | 1 320 000 |
|        |           |

由于政府法规不同，欧洲各地的使用情况有所不同。在荷兰，比利时和英国，颗粒主要被用于大型发电厂。在丹麦和瑞典，颗粒被用在大型发电厂，中等规模的区域供热系统，以及小规模的住宅供热。在德国，奥地利，意大利和法国，颗粒大多被用于小规模的住宅用热和工业用热。
在欧盟，木屑颗粒的最大用户是英国，丹麦，荷兰，瑞典，德国和比利时。
瑞典广泛的使用颗粒燃料，并且瑞典是在欧洲的颗粒燃料的主要生产者，颗粒燃料主要是作为中央供暖系统的一种替代燃料而被广泛应用。在奥地利，是对颗粒中央暖气炉领先的市场（相对于其人口），据估计所有新建的家庭取暖炉的2/3是颗粒燃烧器。在意大利，一个自动输送颗粒燃料的颗粒炉的大市场已经被开发。意大利的颗粒燃料主要用途为小规模的私人住宅和工业锅炉取暖。

### 新西兰
2003年，木颗粒在新西兰的总销售量是3-5000吨。在近期建设的新木颗粒厂大幅增加了产能。

### 美国
有些公司进口欧洲制造的锅炉。截至2009年，约有80万美国人使用木屑颗粒的供热。据估计在2013年，美国将有233万吨木屑颗粒被用于供热。

## 参看
- 固体燃料
- 颗粒机
- 颗粒炉（英语：Pellet stove）
- 木片（英语：Woodchips）
- 生物碳